# Korn-Synagoge

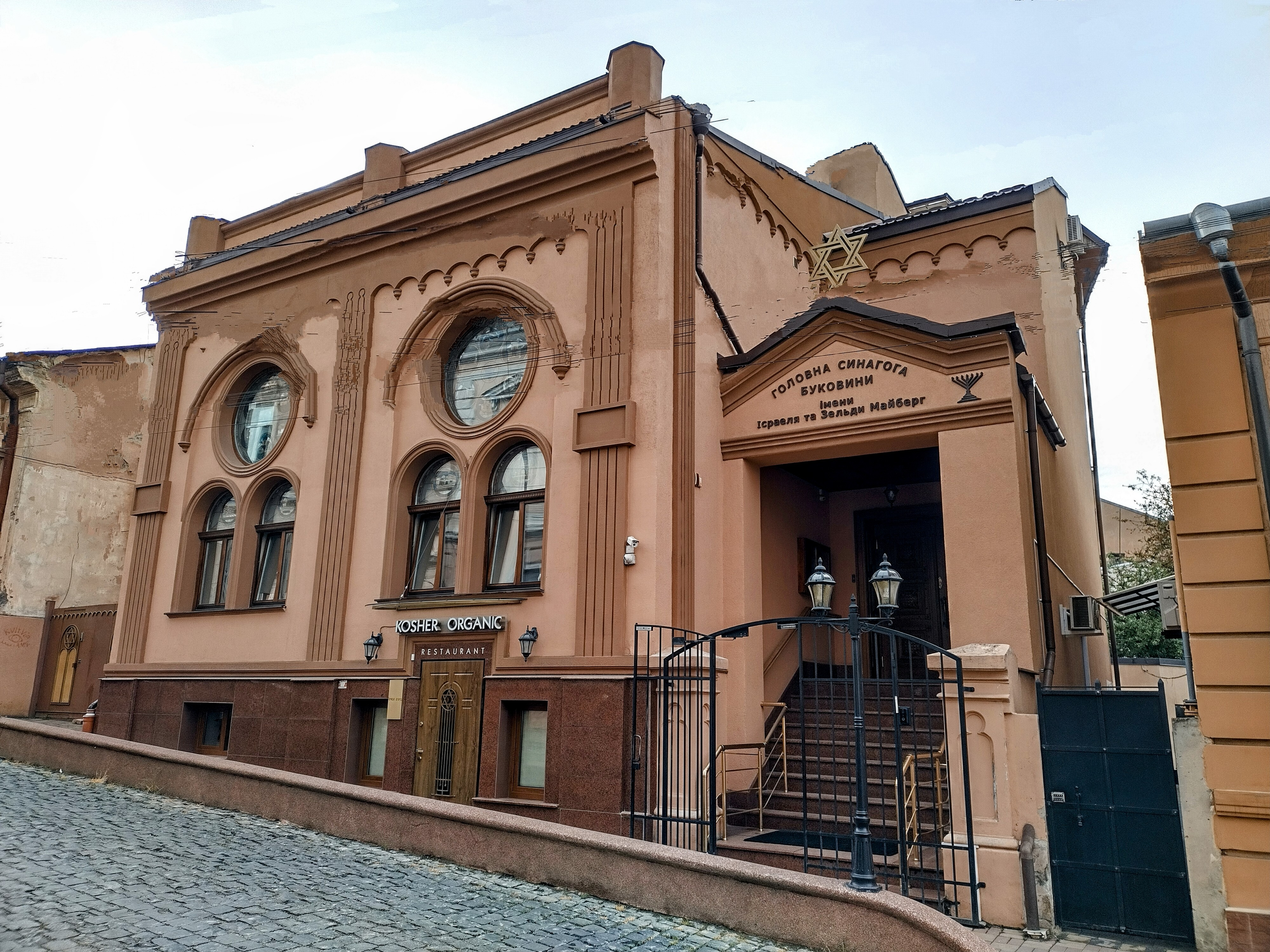
Korn-Synagoge (2023)

Die Korn-Synagoge (auch Korn-Shil-Synagoge genannt) in der ukrainischen Stadt Czernowitz ist eine von zwei aktiven Synagogen in der Stadt. Vor dem Zweiten Weltkrieg gab es in Czernowitz über 60 Synagogen und Bethäuser.

## Geschichte
Die Synagoge wurde um oder kurz vor 1900 gebaut. Nach dem Zweiten Weltkrieg wurde sie einige Jahre als Bürogebäude genutzt. Von 2004 bis 2011 wurde das Gebäude renoviert und wird seitdem von der jüdischen Chabad-Glaubensgemeinschaft betrieben.

## Architektur
Das Gebäude steht zwischen gewöhnlichen Häusern und weist mit der Südseite zur Straße. Lediglich diese Seite zeigt dekorative architektonische Elemente. Jeweils zwei Paar Rundbogenfenster und darüber ein großes rundes Fenster werden seitlich durch Pilaster und nach oben durch einen Halbkreis eingerahmt. An der Ostseite befindet sich ein Anbau mit Treppen. Vor der Renovierung waren einige der ursprünglichen Türen zugemauert.
Das Innere besteht aus der Haupthalle und einem Vorraum mit Treppen. Ungewöhnlich für Synagogen befindet sich der Toraschrein nicht an der Ostseite des Raums, sondern an dessen Südseite. Vor der Renovierung war sein Platz nur durch eine tiefe Nische in der Wand zu erkennen, es fehlte ebenso die Bima.